# 1127

## Догађаји
- 2. март – Карла Доброг, грофа Фландрије, убија група витезова док се молио у цркви; није оставио деце. Краљ Луј VI од Француске поставља Вилијама Клита (сина Роберта Куртоза) за новог владара. Али фламански градови Бриж, Гент, Сен Омер и Ипр признају (уз енглеску финансијску подршку) Тјерија од Алзаса као ривалског грофа.
- Угарско-византијски рат започела је Угарска нападом и разарањем Београда. Повод је био одбијање византијског цара да преда Алмоша, брата краља Стефана који је управо наследио свога оца. Срби се нису могли помирити са губитком Раса због чега су ушли у рат на страни Угарске. Стефан је лађама пренео камење разрушеног Београда и од њега саградио Земун. Угарска војска потом је продрла до Ниша, Сердике и Филипопоља. Срби су се придружили Угарима и напали Рас. Рас је том приликом спаљен, а његов командант Критопла протеран. Византија је повела контраофанзиву и за две године сузбила Угаре преко Дунава. Устанак Срба осуђен је на неуспех. Срби су поражени, њихова кнежевина је опљачкана, а мноштво Срба је пресељено у области Никомедије.
- Династички сукоб у Србији (1126/1127), Урош Вукановић се враћа на престо великожупанске Србије.
- Пролеће – Снаге Алфонса VII од Леона и Кастиље почињу опсаду Гимараеша, која ће се завршити њиховим повлачењем.
- Лето – Краљ Руђер II од Сицилије полаже право на поседе Отвила у Италији, као и на власт над Капуом. Међутим, коалиција норманских племића у Апулији и Калабрији пружа отпор (уз подршку папе Хонорија II) сицилијанској власти. Исте године, Руђер II поново преузима контролу над Малтом након побуне. Руђер II такође склапа пакт са поморском Републиком Савоном како би гарантовао безбедност Средоземног мора, вероватно након Алморавидског напада на Сицилијанско краљевство.
- 18. децембар – Конрад III (уз подршку царских градова, Швабске и Аустрије) изабран је и крунисан за антикраља Немачке у Нирнбергу.
- Краљ Хенри I од Енглеске организује брак своје ћерке Матилде (удовице цара Хенрија V) са 14-годишњим Џефријем Анжујским (сином грофа Фулка V). То је учињено како би се осигурао савез између Енглеске и Анжујског краљевства и спречило Фулково савезништво са Лујем VI. Хенри наводи енглеске племиће да се закуну на верност Матилди као законитом наследнику престола. Након његове смрти, њен рођак Стефан од Блое прелази Ламанш и узурпира њен престо, постајући краљ Енглеске. Она води дуготрајан грађански рат познат као Анархија, који траје од 1135. до 1154. године.
- Имад ад-Дин Зенги, турски војсковођа, постаје гувернер (атабег) Мосула. Осваја градове Нисибин, Синџар и Харан у региону Џазира (Северна Месопотамија).
- Ратови Ђин-Сунг: Џурченске снаге пљачкају кинеску престоницу Кајфенг, династије Северни Сонг, током инцидента код Ђингканга. Заробљавају цара Ћинзонга, заједно са његовим оцем, Хуизонгом, и члановима куће Жао.

## Смрти
- Морфија од Мелитене

- Фуше од Шартра